# Mięsień mostkowo-obojczykowo-sutkowy

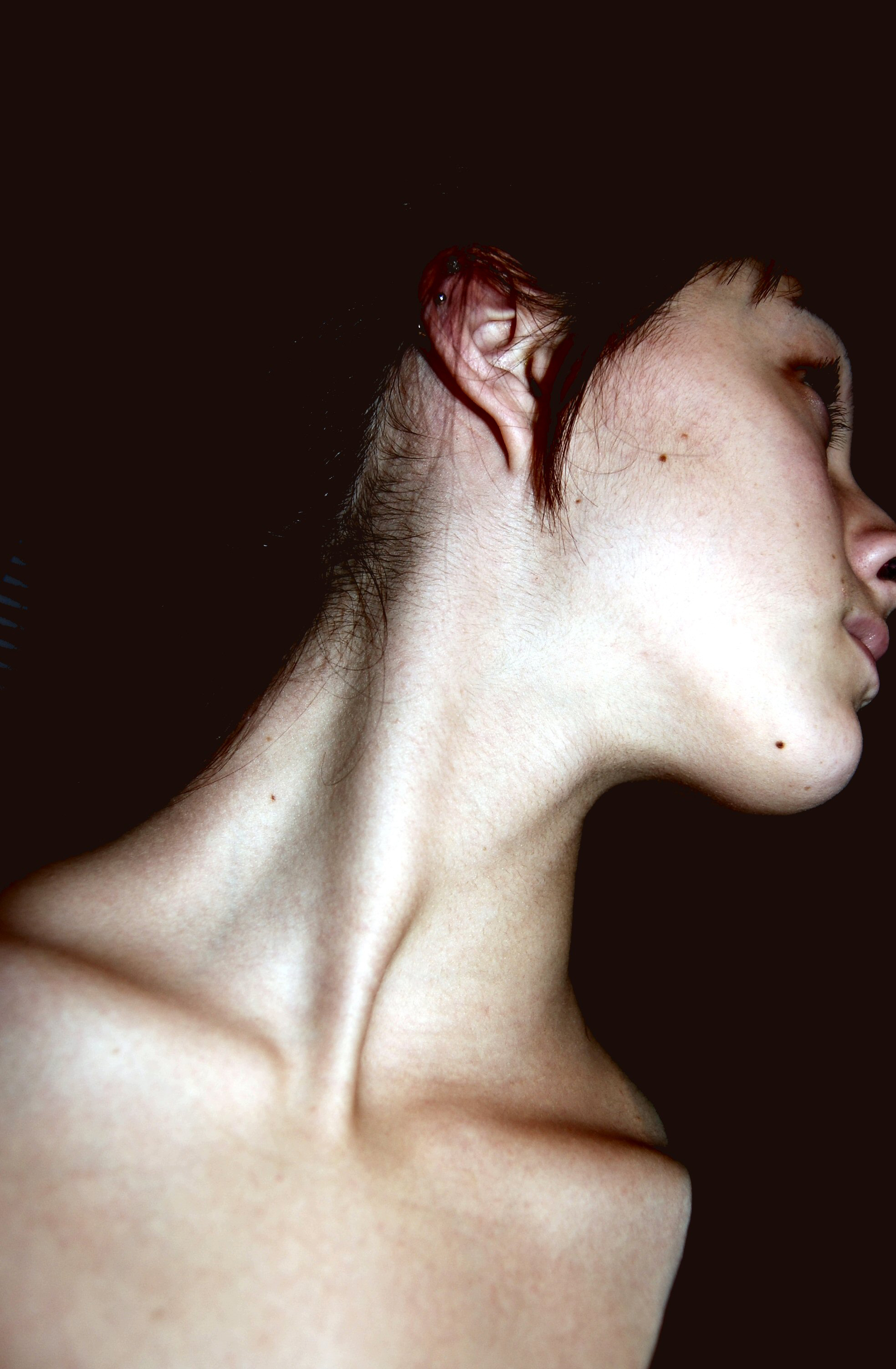
Mięsień mostkowo-obojczykowo-sutkowy dobrze widoczny przy obrocie głowy w bok.

Mięsień mostkowo-obojczykowo-sutkowy (ang. sternocleidomastoid muscle, łac. musculus sternocleidomastoideus) – w anatomii człowieka mięsień zaliczany do powierzchownych mięśni szyi. Jest to silny mięsień, dobrze widoczny u żywego człowieka – zarysowuje się on bardzo wyraźnie na szyi przy obrocie głowy w prawo lub w lewo. W praktyce klinicznej często określany skrótem MOS (akronim od Mostkowo-Obojczykowo-Sutkowy).
Dolny początek mięśnia tworzą dwie głowy – boczna lub obojczykowa (łac. caput claviculare, ang. lateral/clavicular head) i przyśrodkowa lub mostkowa (łac. caput sternale, ang. medial/sternal head), łączące się ze sobą w okolicy połowy wysokości szyi. Boczna przyczepia się do górnej powierzchni końca mostkowego obojczyka, a przyśrodkowa do przedniej powierzchni rękojeści mostka (łac. manubrium sterni). Włókna mięśniowe biegną dalej po bocznej stronie szyi skośnie od dołu i przodu ku górze i tyłowi, kończąc się wspólnym ścięgnem na powierzchni wyrostka sutkowatego (łac. processus mastoideus) kości skroniowej i bocznej części kresy karkowej górnej. Pomiędzy głowami mięśnia znajduje się dół nadobojczykowy mniejszy (łac. fossa supraclavicularis minor) . Do tyłu od mięśnia przebiega ścięgno pośrednie mięśnia łopatkowo-gnykowego.

## Unaczynienie i unerwienie
Mięsień unaczyniony jest przez gałęzie mostkowo-obojczykowo-sutkowe tętnicy podobojczykowej i tętnicy szyjnej zewnętrznej, a unerwiony przez gałąź zewnętrzną nerwu dodatkowego, a także gałąź do mięśnia mostkowo-obojczykowo-sutkowego od splotu szyjnego.

## Czynność
Gdy klatka piersiowa jest ustalona, mięsień działając samodzielnie zgina kręgosłup szyjny w bok, obraca głowę w stronę przeciwległą i unosi twarz ku górze, natomiast oba mięśnie działając wspólnie zginają kręgosłup szyjny do tyłu i unoszą ku górze twarz. Gdy kręgosłup szyjny jest ustalony i wyprostowany, mięsień pociąga głowę do przodu. Może też pełnić rolę pomocniczego mięśnia wdechowego, unosząc mostek przy ustalonej głowie.

## Znaczenie kliniczne
Tylny brzeg głowy mięśnia mostkowo-obojczykowo-sutkowego stanowi jeden z głównych punktów orientacyjnych w wykonywaniu blokady splotu szyjnego i ramiennego.
Uszkodzenie jednego z mięśni mostkowo-obojczykowo-sutkowych może powodować mięśniowy kręcz szyi.